# Paragvajski tinamu
Paragvajski tinamu (lat. Tinamus solitarius) je vrsta ptice iz roda Tinamus iz reda tinamuovki. 

## Stanište i način života
Udomaćio se u Atlantičkoj šumi u istočnom Brazilu. Preferira vlažne, tropske i subtropske šume. Izbjegava grmovita područja, kao i ona s raznolikim pašnjacima. Živi na 0-1200 metara nadmorske visine. Svaka jedinka zauzima oko 30 hektara primarne šume. 
Hranu traži noću. Ishrana mu se sastoji uglavnom od biljnih dijelova, ali nekad voli pojesti i kojeg sitnog beskralježnjaka. Povremeno jede i žabe. Životni vijek u divljini nije poznat, ali zna se da u zatočeništvu doživi 12-15 godina.

## Opis
Odrasla ptica može doseći veličinu 42.5-48 centimetara. Mužjak je težak 1500 grama, a ženka 1900 grama. Perje je crne boje. Prsa su sive boje. Trbuh je svjetlo-smeđe boje, a leđa i krila su žuta s tamnim prugama. Tek rođeni ptići imaju bijele točkice po cijelom tijelu, posebno po krilima. Kasnije postaju cimetaste boje, pa kad potpuno sazriju, dobivaju perje odrasle ptice. 

## Razmnožavanje
Paragvajski tinamu je poligamna ptica. Odabir i izgradnju gnijezda vrši mužjak. Gnijezdo je napravljeno od biljnih tijelova, ili se nalazi u šupljinama. Za tri do četiri dana, ženka u gnijezdo postavlja 6-14 zelenkasto-tirkiznih jaja. 
Nakon što postavi jaja, ženka odlazi tražiti drugog mužjaka za parenje. Mužjak inkubira jaja 19 dana. Dva dana nakon izlijeganja, ptićima počinje rasti letno perje. Potpuno opernate za 25-28 dana, a nakon tri mjeseca, potpuno odrastaju.

## Vanjske poveznice
|  | Zajednički poslužitelj ima stranicu o temi Tinamus solitarius    |
|  | Zajednički poslužitelj ima još gradiva o temi Tinamus solitarius |
|  | Wikivrste imaju podatke o taksonu Tinamus solitarius             |